# ورزشگاه پروویدنس پارک

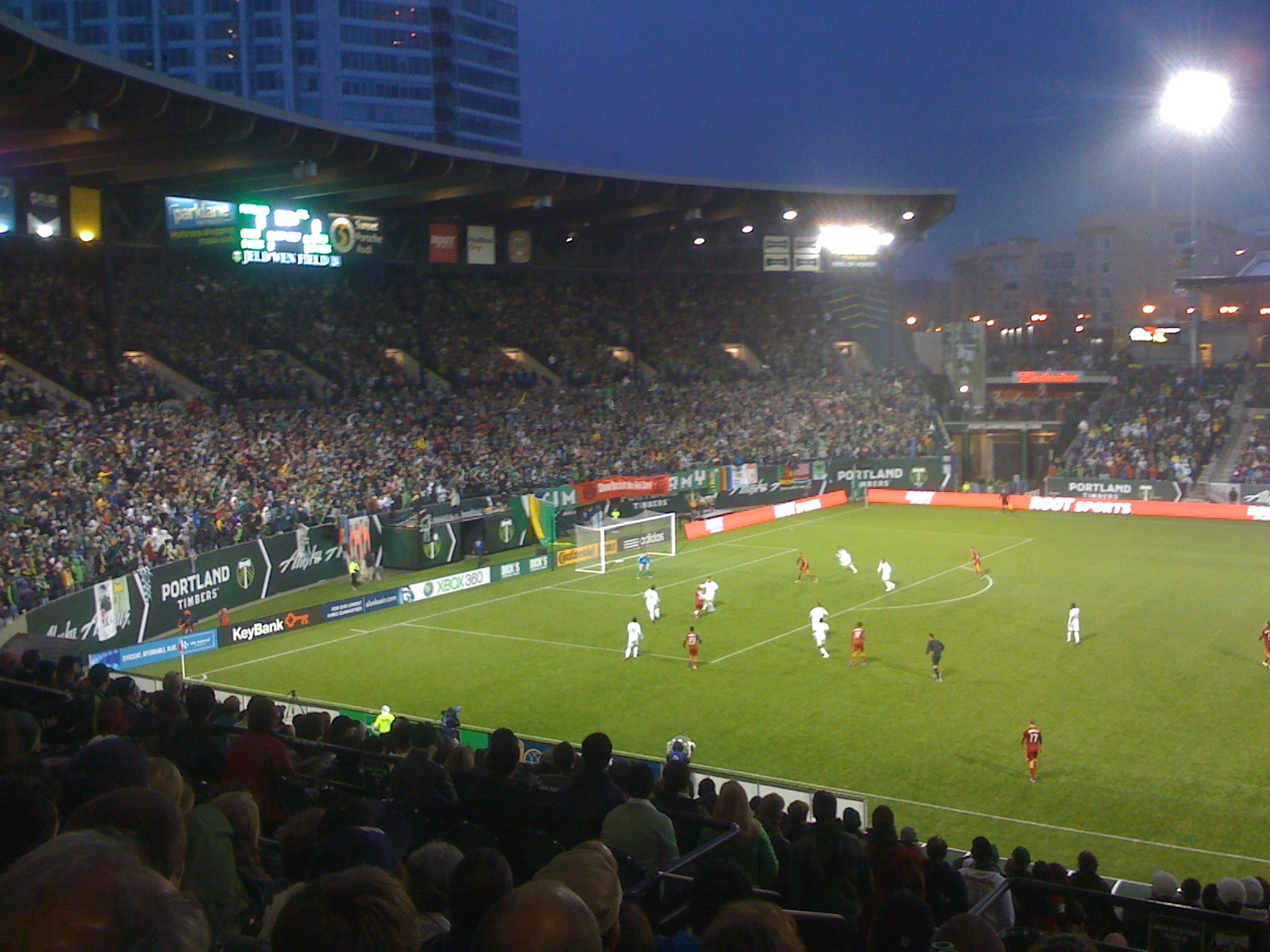

ورزشگاه پروویدنس پارک (سابقاً جلد-ون فیلد) (به انگلیسی: Providence Park) با ظرفیت ۱۹٬۵۶۶ نفر در شهر پورتلند ایالت اورگن واقع شده‌است. این ورزشگاه در تاریخ ۱۹۲۶ تأسیس شد و دارای زمین چمن مصنوعی می‌باشد.